# Kalyi Jag (album)
Kalyi Jag – pierwszy album studyjny węgierskiej grupy muzycznej Ektomorf.
Tytuł płyty oznacza "Czarny ogień". Identyczną nazwę nosi węgierski zespół Kalyi Jag wykonujący muzykę cygańską.
Zremasterowany album został wydany jako dodatek do albumu koncertowego DVD grupy Live and Raw...You Get What You Give w 2006.

## Lista utworów
1. Son Of The Fire
2. Sunto Del Muro
3. Freely 4. Romungro
4. For You
5. For The Last Time
6. Always Believe In Your Self
7. Open Up Your Eyes
8. Save My Soul
9. The Way I Do
10. Brothersong
11. Don't Need
12. Fly
13. Kalyi Jag
14. Forgotten Fire

## Twórcy
- Zoltán Farkas - śpiew, gitara
- Csaba Farkas - gitara basowa
- József Szakács - perkusja